# OrtogOnBlender
O OrtogOnBlender é um add-on de planejamento de cirurgia ortognática criado por Cicero Moraes, Everton da Rosa e Rodrigo Dornelles.
Escrito em Python, utiliza o Blender como base e roda no Microsoft Windows, Mac OS X e Linux.
O add-on é um conjunto de comandos sequenciais organizados de modo a facilitar o planejamento de cirurgia ortognática, fornecendo ao especialista uma série de soluções que não são encontradas nativamente no Blender  oferecendo a possibilidade de:
- Gerar modelos 3D a partir de fotografias;[4]
- Importar, reconstruir, editar e exportar arquivos DICOM;[5]
- Fazer cefalometrias;
- Fazer segmentação de ossos e outros tecidos;
- Ter acesso a dinâmica do tecido mole a partir dos deslocamentos das osteotomias;
- Criar splint cirúrgico e criar guiar cirúrgicos.

É desenvolvido com software e licença livres e trabalha em conjunto com ferramentas fechadas e proprietárias (software de fotogrametria e scanners intraorais).
Pelo vasto número de ferramentas disponíveis e não presentes no Blender original, o add-on vem sendo utilizados para outras atividades além do planejamento inicial, como a arqueologia e a ortopedia. Ainda foram criados dois outros add-ons utilizando as bibliotecas do OrtogOnBlender como base, o RhinOnBlender para planejamento de rinoplastia e o LiberTeeth3D para ortodontia.

## Histórico
No ano de 2014 iniciou-se uma parceria entre o cirurgião bucomaxilofacial, Dr. Everton da Rosa e o 3D designer Cicero Moraes com o objetivo de criar uma metodologia de planejamento de cirurgia ortognática baseada em software livre. A ferramenta principal de trabalho seria o Blender 3D, poderoso software livre de modelagem e animação. No entanto, apesar de este contar com um workflow bem preparado para o campo artístico, o mesmo não poderia se dizer em relação às ciências da saúde. Dentre os muitos problemas encontrados podem ser citados: a falta de uma poderosa ferramenta de cálculos booleanos para o processo de osteotomia e criação de guias cirúrgicos, a falta de suporte e conversão de arquivos DICOM (tomografias computadorizadas) e a distribuição difusa dos comandos pela interface, o que dificultava em muito a utilização do software por iniciantes no mundo da computação gráfica 3D.
De 2014 a 2017 os dois especialistas desenvolveram e lapidaram não apenas uma metodologia de uso do software livre na cirurgia ortognática, mas também uma forma de compartilhar esse conhecimento através de cursos presenciais. No segundo semestre de 2017 o OrtogOnBlender começou a ser desenvolvido e em poucos meses já contava com uma versão funcional.
Hoje o OrtogOnBlender conta com uma série de usuários que já tem utilizado o add-on em ambientes acadêmicos e no planejamento de casos cirúrgicos reais.